# Эспенсон, Джейн
Дже́йн Эспе́нсон (англ. Jane Espenson; род. 14 июля 1964, Эймс, Айова) — американская сценаристка и телевизионный продюсер.

## Биография
Джейн Эспенсон заинтересовалась драматургией в 13 лет, когда написала на пробу свой первый сценарий для известного сериала M*A*S*H. Впоследствии она оценила свою дебютную работу как: «Это была катастрофа…».
Она изучала информатику и лингвистику в Калифорнийском университете Беркли; во время учёбы представила несколько сценариев для сериала «Звёздный путь: Следующее поколение», приняв участие в конкурсе писателей-любителей. Следующая её попытка стала успешной: в 1992 году Джейн стала победительницей конкурса сценаристов ABC Disney writers fellowship, который открыл ей двери к карьере на телевидение.
В 1998 году Эспенсон присоединилась к съёмочной группе телесериала «Баффи — истребительница вампиров», пройдя путь от главного редактора сценаристов до исполнительного продюсера. С 2006-го по 2010 год плодотворно работала над проектами телеканала SyFy Universal: «Звёздный крейсер „Галактика“», «Каприка», «Хранилище 13». Среди её последних работ — собственный веб-сериал «Мужья» и фантастический сериал «Однажды в сказке».

## Фильмография
- 2011—2018 — Однажды в сказке (телесериал) — сценарист, продюсер
- 2011—2013 — Мужья / Husbands (веб-сериал) — создатель, продюсер, сценарист
- 2011 — Торчвуд: День Чуда (телесериал) — продюсер, сценарист (5 эпизодов)
- 2011 — Игра престолов (телесериал) — сценарист эпизода 1#6 (соавторы Дэвид Бениофф, Д. Б. Уайсс)
- 2010 — Каприка (телесериал) — продюсер, сценарист эпизодов 1#4, 1#18
- 2009 — Хранилище 13 (телесериал) — создатель, продюсер, сценарист пилота
- 2009 — Кукольный дом (телесериал) — сценарист эпизодов 1#10, 1#11, продюсер-консультант
- 2007 — Эврика (телесериал) — сценарист эпизода 2#7
- 2006—2009 — Звёздный крейсер «Галактика» (телесериал) — сценарист (5 эпизодов, веб-эпизоды «Лицо врага», фильм «План»), продюсер
- 2005—2006 — Jake in Progress — продюсер, сценарист эпизода 2#8
- 2005 — The Inside — продюсер, сценарист (4 эпизода)
- 2005 — Вернуть из мёртвых (телесериал) — продюсер, сценарист эпизода 2#3
- 2003—2004 — Девочки Гилмор (телесериал) — продюсер, сценарист эпизодов 4#4, 4#16
- 2003 — Одинокие сердца (телесериал) — сценарист эпизода 1#3
- 2002 — Светлячок (телесериал) — сценарист эпизода 1#3
- 1999—2000 — Ангел (телесериал) — сценарист эпизодов 1#5, 2#6
- 1998—2003 — Баффи — истребительница вампиров (телесериал) — сценарист (23 эпизода), главный редактор, продюсер
- 1997—1998 — Эллен / Ellen (телесериал) — сценарист
- 1996—1997 — Something So Right (телесериал) — сценарист (4 эпизода)
- 1996 — Человек ниоткуда (телесериал) — сценарист эпизода 1#23
- 1996 — Звёздный путь: Глубокий космос 9 (телесериал) — сценарист эпизода 4#17
- 1995 — Я и мои парни / Me and the Boys (телесериал) — сценарист эпизода 1#16
- 1994 — Монти / Monty (телесериал) — сценарист эпизода 1#5
- 1994 — Динозавры / Dinosaurs (телесериал) — сценарист эпизодов 55, 62

## Награды
Streamy Awards
- 2009 — в номинации «Лучший сценарий за драматический веб-сериал» (цикл «Лицо врага», сериал-ремейк «Звездный крейсер „Галактика“»)

Премия Хьюго
- 2003 — в номинации «Лучшая постановка — короткая форма» («Беседы с мертвецами» (7#7), сериал «Баффи — истребительница вампиров»)